# Pizzicato Five
Pizzicato Five — японський Shibuya Kei гурт. Утворений в 1984 році Конісі Ясухару і Номіе Макі. Популярний у Японії дует за час свого існування встиг випустити близько сорока записів, що незмінно потрапляли в списки найкращих танцювальних хітів Країни висхідного сонця. Деякі з робіт Pizzicato Five знайшли «платиновий» статус. Артисти часто з'являлися на телебаченні, проповідуючи свій оригінальний стиль в музиці, одязі й житті.

## Подробиці
У середині 1990-х група провела вельми успішне турне по Європі та Америці, завоювавши собі чимало нових шанувальників серед жителів Старого і Нового Світу. У 1997 році музиканти випустили диск «Happy End Of The World», повністю складений з оригінального матеріалу на основі брейкбіта. Ураганно-танцювальний зміст альбому було інспіровано багатим інтернаціональним діджейским досвідом Конісі Ясухару, а особливий екзотичний колорит пісням додало повернення Номії Макі до співу японською мовою.
У 1998 році лейбл «Matador Records» на базі численних «limited-edition» вирішив випустити реміксовий альбом Pizzicato Five «Happy End Of You» і на одному диску зібрав дуже строкатий натовп музикантів зі світу хіп-хопу, попмузики, брейкбіта, джангла, техно і індастріела: The Automotor, 808 State, Daddy-O, DJ Dara, GusGus, High Llamas, Oval, John Oswald, St. Etienne, Momus, DJ Shooter, Дімітрі фром Періс, Daniel Miller і Gareth Jones. Запис вийшов в цілому дещо абстрактним і розмитим, в ньому був відсутній екзотичний родзинковий присмак і частинки танцювального адреналіну.

## Учасники гурту
- Конісі Ясухару
- Номіе Макі